# Kickstart My Heart
Kickstart My Heart è un singolo della band statunitense Mötley Crüe, quinto estratto dal quinto album in studio Dr. Feelgood del 1989.
La canzone è una delle più famose del gruppo e ha contribuito in maniera determinante al successo dell'album che la contiene, l'unico dei Crüe ad aver raggiunto la prima posizione della classifica Billboard 200.

## Video musicale
Il video musicale, diretto da Wayne Isham, vede il gruppo eseguire il brano durante il concerto in uno stadio; la performance è intervallata da altri momenti in cui viene ripresa la vita dei Crue e altri relativi ai loro interessi e ad altre loro performance.

## Formazione
- Vince Neil - voce e cori
- Mick Mars - chitarre, talk box
- Nikki Sixx - basso
- Tommy Lee - batteria, percussioni, cori

## Curiosità
La canzone si sente per alcuni secondi nell'episodio Lo speciale Pandemia di South Park
Nella terza stagione di The Office US, Dwight Schrute si chiude in auto mettendo questa canzone allo stereo a tutto volume, per darsi la carica appena prima di andare a un appuntamento con un cliente.
Nel secondo episodio della terza stagione di Cobra Kai la si sente mentre i due protagonisti Johnny Lawrence e Daniel Larusso compiono un inseguimento in auto. 